# Alte Schule (Kirdorf)

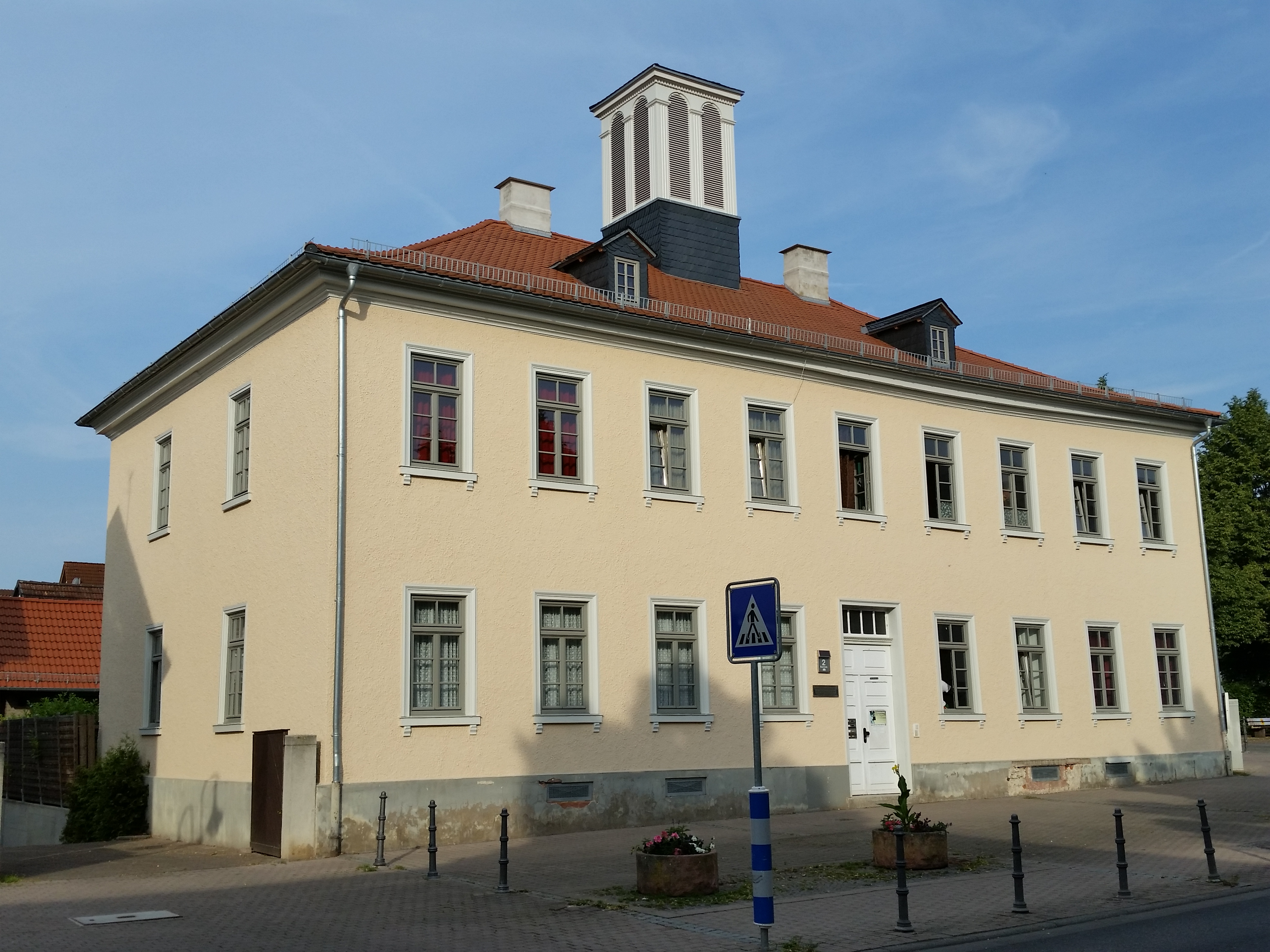
Alte Schule

Die Alte Schule in Kirdorf, einem Stadtteil von Bad Homburg vor der Höhe, ist ein ehemaliges Schulgebäude und steht unter Denkmalschutz.

## Geschichte
Nachdem die bisherige Schule im Dorfkern (am Bornplatz (heute Raiffeisenplatz)) zu klein geworden war, errichtete man 1827 ein neues Schulgebäude am Ortsrand. Es enthielt im Erdgeschoss eine Lehrerwohnung und drei Klassenräume und im Obergeschoss eine weitere Lehrerwohnung und drei Klassenräume. Einen Schulhof gab es nicht; hierzu wurde die Straße genutzt. Ab 1892 nutzte auch die einklassige evangelische Schule das Gebäude (Kirdorf war überwiegend katholisch).
Die Landgemeinde Kirdorf wurde 1902 nach Bad Homburg vor der Höhe eingemeindet. In der Folge erhielt Kirdorf eine neue Schule, die 1910 eröffnete Bürgerschule II und IV, die heutige Ketteler-Francke-Schule. Das alte Schulgebäude wurde nun zu Wohnzwecken umgebaut. Heute enthält es vier Wohneinheiten. In den 1990er Jahren wurde eine Nutzung als Heimatmuseum diskutiert aber nicht umgesetzt.

## Das Gebäude
Das zweistöckige, klassizistische Schulhaus mit Adresse Bachstraße 2 ist teils in Massiv- und teils in Fachwerkbauweise errichtet und verputzt. Es hat ein Walmdach und einen vierseitigem Dachreiter als Glockenturm. Die neunachsige Putzfassade mit Rechtecköffnungen ist über eine zentrale erschlossen. Ursprünglich befand sich hier eine zweiläufige Treppe. Das Kellergeschoss wurde vor 1940 als Luftschutzkeller ausgebaut.
2013 erfolgte eine Grundsanierung, bei der das Gebäude unter anderem seine Originalfarbe wieder erhielt.